# Clear Linux OS
Clear Linux OS – це дистрибутив Linux з відкритим кодом, що розроблявся відомим виробником процесорів Intel, і наразі не підтримується.
Clear Linux OS розроблена з нуля, не базується на жодному іншому дистрибутиві Linux. ОС Clear Linux OS позиціонується як дистрибутив, оптимізований для високої продуктивності та безпеки на процесорах з архітектурою Intel.
Clear Linux OS головним чином призначена для IT-професіоналів, розробників, DevOps, розгортання контейнеризованих додатків, штучного інтелекту та інших хмарних технологій. 
Хоча Clear Linux OS має графічну оболонку, вона не розрахована на виконання повсякденних завдань кінцевими користувачами, особливо початківцями.

## Історія
Американська транснаціональна корпорація Intel Corporation є одним із найбільших виробників комп'ютерних мікропроцесорів та інших мікрочипів. В процесі роботи над  системами віртуалізації виникла ідея розробки власної операційної системи, оптимізованої для платформи Intel. Метою Clear Linux OS було продемонструвати найкращі технології архітектури Intel, починаючи від функцій ядра низького рівня і закінчуючи більш складними елементами, що охоплюють весь стек програмного забезпечення.
Офіційною датою народження Clear Linux OS вважається 10 лютого 2015 року. Як згадує один із керівників розробки Кент Хелм, у 2015 році та на початку 2016 року справа була гарячою та важкою, з особливим акцентом на аналіз, оптимізацію та вдосконалення ключових концепцій, впровадження інновацій та пошук порозуміння з користувачами.
Як говорила команда: "Давайте їсти власну собачу їжу і робити її найкращою!".
Intel вперше представила новий дистрибутив Linux на саміті OpenStack у Ванкувері в травні 2015 року. Особливістю дистрибутиву Clear Linux OS було те, що він був спеціально розроблений для хмарних технологій.
У квітні 2016 року Clear Linux OS представила ряд оновлень, у тому числі зорієнтований на розробників графічний інтерфейс на основі Xfce 4.12, а також новий графічний інсталятор.
Восени 2016 року Clear Linux OS впровадила автоматичне оновлення. Оновлення застосовуються автоматично, коли стають доступними. Автооновлення виконуються як під час завантаження, так і під час роботи у фоновому режимі.
Розробка Clear Linux OS відбувається паралельно з системою віртуалізації Intel® Clear Containers. У 2016 році виходить перша версія 1.0. У 2017 році Intel продовжує роботу над Clear Containers, навесні анонсовано вихід версії 2.1, а восени версії 3.0. Пізніше проект Clear Containers мігрував у Kata Containers.
На початку 2017 року дистрибутив Clear Linux OS був представлений на Microsoft® Azure Marketplace. Microsoft Azure – перший публічний хмарний провайдер, який запропонував користувачам Clear Linux OS. 
У травні 2017 року Clear Linux OS переходить від Xfce до GNOME.
Операційна система Clear Linux, орієнтована на продуктивність, в кінці 2017 року стала доступною на ринку Amazon в хмарі EC2
Влітку 2018 року Clear Linux OS анонсує підтримку Kata Containers. 
Також дистрибутив отримав графічну програму інсталяції для так званого живого диску (Live USB) зі стільницею GNOME. 
В цей же час з’явилася підтримка стільниці KDE Plasma 5 Desktop.
У травні 2019 року торговельна платформа Alibaba анонсувала перехід своєї Alibaba Cloud OS з CentOS 7 на Clear Linux. В цей же час Intel оголосила про вихід Clear Linux Developer Edition з новим інсталятором.

## Особливості
Операційну систему Clear Linux OS фірма Intel позиціонує як зовсім новий дистрибутив, що суттєво відрізняється від інших дистрибутивів Linux
.
- Продуктивність. Clear Linux OS розроблена спеціально під 64-бітну архітектуру процесорів Intel. Оптимізація продуктивності задіяна на всіх рівнях ПЗ: конфігурації ядра, прапорців компілятора, бібліотек, проміжного ПЗ, фреймворків та виконавчого середовища (runtime).
- Безпека. Постійний моніторинг вразливостей високого та критичного рівня згідно Національної Бази Даних Вразливостей (National Vulnerability Database); уніфікована система контролю сертифікації ПЗ; стандартні функції безпеки в комплекті (IPTables, SSH, OpenSSL, IPSec VPN).
- Безстановий дизайн (Stateless). Clear Linux OS зберігає системні налаштування конфігурації окремо від користувацьких, що підвищує стабільність роботи системи. Некоректні користувацькі налаштування дуже легко видалити, повертаючись до заводських налаштувань після перезавантаження системи.
- Оновлення ПЗ. На відміну від інших дистрибутивів, Clear Linux OS підтримує дельта-оновлення[en]. Оновлюються лише ті частини ПЗ, які зазнали змін, що значно зменшує обсяг і час оновлення. Обсяг оновлень пропорційний кількості змін. За умовчанням увімкнено автоматичне оновлення.
- Змішування. Засіб Mixer використовується розробниками Clear Linux OS для генерації офіційних оновлень. Такий же інструмент доступний користувачам у складі  дистрибутиву. Його можна використати для генерації власних випусків, комбінуючи оригінальне та стороннє (власне) програмне забезпечення.
- Автопроксі. Засіб Autproxy виявляє скрипти автоматичної конфігурації (Proxy Auto-Config або PAC) і автоматично налаштовує параметри для заданої конфігурації корпоративної мережі.
- Телеметрія. Clear Linux OS містить вбудоване клієнт-серверне рішення для збору даних з працюючих систем. Це допомагає розробникам своєчасно виявляти і усувати помилки в системі до того, як це вплине на кінцевих користувачів.

## Варіанти дистрибутивів
Clear Linux OS пропонує багато варіантів образів для різних платформ, середовищ, застосувань

.
- Clear Linux OS Desktop – «живий» десктопний дистрибутив для оцінки потужності Clear Linux OS без установки. Має графічний інсталятор для установки на комп’ютер
- Clear Linux OS Server – «живий» легкий серверний дистрибутив для ознайомлення з Clear Linux OS з командного рядка. Має текстовий інсталятор
- Azure Hyper-V – образ для Microsoft Azure та віртуальних машин першого покоління Hyper-V
- Cloud Guest – образ для хмарного розгортання на зразок OpenStack
- Amazon Web Services (AWS) – образ для Amazon Web Services
- Google Compute Engine (GCE) – образ для Google Compute Engine
- KVM – образ для завантаження у віртуальній машині за допомогою start_qemu.sh
- VMware – образ для VMware

Крім цього Clear Linux OS має цілий ряд образів (Clear Linux OS base image, Clear Linux OS-based runtime images, Clear Linux OS-based application images) для установки в контейнерах (Docker, Kubernetes, Kata Containers).

## Періодичність випусків
Оновлення Clear Linux OS здійснюється за схемою Rolling release, це може відбуватися від одного-двох разів на день до декількох разів на тиждень. Так, у 2017-2018 роках виходило понад 600 випусків щорічно (близько 12 випусків щотижня), у 2019 році близько 500 випусків (9 випусків щотижня), у 2020 році 200 випусків (близько 4 випусків щотижня). 
Кожен випуск має унікальний номер версії (34270, 34280, 34290 і т. д.), який ідентифікує весь набір компонентів ОС: ядро, драйвери, утиліти, програми. Більшість компонентів включені в сутності, які називаються паками (bundles).

## Оновлення
За умовчанням Clear Linux OS автоматично перевіряє наявність оновлень, гарантуючи, що найновіші виправлення продуктивності та безпеки встановлюються, як тільки вони стають доступними. Функцію автоматичного оновлення можна відключити, тоді можливі оновлення на вимогу. Операційна система використовує диференціальну схему оновлення (дельта-оновлення), за якої оновлюються лише ті компоненти, які потрібно замінити. Менеджер компонентів swupd виконує функції керування, установки та оновлення компонентів.

## Паки (Bundles)
Операційні системи на базі Linux містять код сотень, а то й тисяч, проектів з відкритим кодом. Щоб зробити цей обсяг коду керованим, дистрибутиви використовують концепцію під назвою «пакунки» (англ. packages) для компіляції початкового коду проектів у двійкові файли, а також установки та оновлення програм. Деякі дистрибутиви поділяють пакети на дрібніші сутності − підпакунки (англ. subpackages), на яких і базується функціональність дистрибутиву. Використовуючи менеджери пакунків (apt, dpkg, yum та ін.), системні адміністратори можуть встановлювати та оновлювати окремі підпакунки або пакунки в цілому.
Clear Linux OS використовує дещо інший підхід. Хоча вона й використовує концепцію пакунків для керування компіляцією початкового коду у двійкові файли, але не для розгортання програмного забезпечення. Натомість використовується концепція програмних пак (англ. bundles), які встановлюються та управляються за допомогою менеджера компонентів swupd. Кожна пака містить стільки проектів з відкритим кодом, скільки їх потрібно, щоб забезпечити певну функціональність. Всі залежності програмних компонентів у межах паки розв'язуються на сервері, позбавляючи користувачів необхідності вирішення конфліктів.
Розробники Clear Linux OS відійшли від використання пакунків як найменших функціональних компонентів з такої причини – функції пакунків як таких не відповідають потребам користувачів, часто вимагають установки значної кількості інших пакунків для досягнення заявленої функціональності.
Паки – це концепція найменших задіяних колекцій пакунків, що надають потрібний функціонал, традиційні пакунки стають непомітними для користувача. В деяких випадках пака може містити один пакунок (як curl bundle), але частіше пака містить кілька або багато пакунків.

## Вебресурси
- Офіційний сайт Clear Linux Project [Архівовано 20 вересня 2019 у Wayback Machine.]
- Документація Clear Linux Project [Архівовано 25 лютого 2021 у Wayback Machine.]
- Сторінка завантаження Clear Linux OS [Архівовано 10 березня 2021 у Wayback Machine.]
- Керівництво зі встановлення Clear Linux OS [Архівовано 30 листопада 2021 у Wayback Machine.]
- Програмне забезпечення (Clear Linux Store) [Архівовано 2 червня 2019 у Wayback Machine.]
- Форум спільноти Clear Linux Project [Архівовано 12 січня 2021 у Wayback Machine.]